# Hits Mix
Hits Mix es el título del primer álbum de remezclas grabado por la artista cubana Celia Cruz. El álbum fue lanzado al mercado bajo el sello discográfico Sony Discos el 5 de noviembre de 2002. Presentó dos sencillos: una versión remezclada en español y inglés de "La negra tiene tumbao", titulada "Gotta Get Down" y una remezcla de dance de "Yo viviré (I Will Survive)".
Tras el lanzamiento, el álbum alcanzó su punto máximo en el número 106 en el Billboard 200, el número dos en la lista "Billboard Latin Albums" y el número uno en la lista Billboard Tropical Albums. Se convirtió en el álbum tropical más vendido de 2003. También fue el noveno álbum latinoamericano más vendido de 2003.

## Grabación y producción
El productor Sergio George fue contratado para producir canciones más tradicionales para el 59° álbum de estudio de Cruz "La negra tiene tumbao" (2001). Sin embargo, George quería probar algo diferente. Según George, él tocó una versión demo de "La negra tiene tumbao" para Cruz, "sin saber cómo ella iba a responder, y esa fue la canción a la que más reaccionó". "La negra tiene tumbao" fue la última canción completada para el álbum.

## Composición musical
La versión original de "La negra tiene tumbao" combina elementos de música de salsa, reggae y hip hop. La canción se compuso en clave menor e incorpora el uso de llamada y respuesta vocal.
"Yo viviré (I Will Survive)" fue interpretado originalmente por la cantante estadounidense Gloria Gaynor. Fue escrito por Freddie Perren y Dino Fekaris. Cruz originalmente interpretó la canción en español en su álbum de 2000 titulado "Siempre viviré".

## Recepción de la crítica
Un editor de Allmusic le dio tres de cinco estrellas al álbum, insistiendo en que el álbum contiene "remezclas de favoritos de versiones anteriores". El crítico afirmó que Cruz alterna de "movimientos vertiginosos, pero no llamativos, melódicos a pronunciamientos rítmicos de fuego rápido" en el lanzamiento. Según el crítico, "Cruz comienza lo que parece una fiesta de baile hacia la madrugada".
En el "2004 Latin Billboard Music Awards", el álbum fue galardonado como "álbum de mayores éxitos del año". En la misma categoría, Cruz también fue nominado para "Exitos eternos" (2003). Su álbum de 2004 "Regalo del alma" fue galardonado como "Álbum Tropical del Año" en la categoría femenina. Cobo predijo que el álbum debería y ganaría el premio. En la misma categoría, Cruz también fue nominado con "Exitos eternos" y "Hits Mix", convirtiéndose también en la "Mejor Artista de Álbumes Latinos del Año".

## Listado de canciones
| N.º | Título                                                     | Escritor(es)                                | Duración |  |
| 1.  | «La negra tiene tumbao» (DJ Fluid Remix)                   | Sergio George · Fernando Osorio             | 3:49     |  |
| 2.  | «La sopa» (Remix)                                          | Emilio Estefan · Rafael Ortiz               | 3:39     |  |
| 3.  | «Yo viviré (I Will Survive)» (Azúcar Para Ti Remix)        | Dino Fekaris · Freddie Perren · Oscar Gómez | 4:19     |  |
| 4.  | «La vida es un carnaval» (Reggae Latino Mix)               | Victor Daniel                               | 4:41     |  |
| 5.  | «Que le den candela» (Dance Mix)                           | Jorge Piloto                                | 4:29     |  |
| 6.  | «Hay que empezar otra vez» (Reggae Latino Mix)             | Daniel                                      | 4:24     |  |
| 7.  | «Oye cómo va» (Latin Trance Mix)                           | Tito Puente                                 | 4:17     |  |
| 8.  | «Azúcar negra» (Sarli's Azúcar Negra Remix)                | Mario Diaz                                  | 3:34     |  |
| 9.  | «Sazón» (Sarli's Sazón Remix)                              | Estefan · Gloria Estefan                    | 4:31     |  |
| 10. | «Gotta Get Down (La negra tiene tumbao)» (Spanglish Remix) | George · Osorio                             | 3:47     |  |

## Posiciones en listas
| Lista (2003)                      | Máxima posición |
| --------------------------------- | --------------- |
| U.S. Billboard 200                | 106             |
| U.S. Top Latin Albums (Billboard) | 2               |
| U.S. Tropical Albums (Billboard)  | 1               |

| Lista (2003)                      | Posición |
| --------------------------------- | -------- |
| U.S. Top Latin Albums (Billboard) | 9        |
| U.S. Tropical Albums (Billboard)  | 1        |

### Sucesión y posicionamiento
| Predecesor: Buenos hermanos de Ibrahim Ferrer | U.S. Billboard Tropical/Salsa Albums — Álbum N°. 1 (Primera vuelta) 19 de julio de 2003 - 15 de agosto de 2003 | Sucesor: Regalo del alma de Celia Cruz |
| Predecesor: Éxitos eternos de Celia Cruz      | U.S. Billboard Tropical/Salsa Albums — Álbum N°. 1 (Segunda vuelta) 31 de enero de 2004 - 6 de febrero de 2004 | Sucesor: 12 discípulos de Eddie Dee    |

## Certificaciones
| País                                                             | Certificación       | Ventas   |
| ---------------------------------------------------------------- | ------------------- | -------- |
| Estados Unidos                                                   | 2 x Platino (Latin) | 200,000^ |
| ^ cifras de envíos sobre la base de la certificación por sí sola |                     |          |